# Georges Moréas
Georges Moréas, né en juin 1938 à Boulogne-Billancourt, à l'époque dans le département de la Seine (aujourd'hui les Hauts-de-Seine), est un ancien policier français, devenu romancier et scénariste. Il est avocat au barreau de Paris.

## Carrière dans la police, jusqu'en 1985
Il effectue l'essentiel de sa carrière dans la police : en 1965, il débute à la DST comme officier de police adjoint, puis intègre l'ENSP et devient commissaire. Il est affecté au groupe de répression du banditisme du Service régional de police judiciaire (SRPJ) de Versailles.
Il crée ensuite la Brigade de recherche et d'intervention de Nice en 1978, puis la quitte pour diriger l'Office central pour la répression du banditisme de février 1982 jusqu'au 18 juillet 1983.

## Carrière de romancier et scénariste
Il démissionne de la police en 1985, et se lance dans l'écriture. Il publie d'abord un ouvrage autobiographique, Un flic de l'intérieur (1985), « dans lequel il retrace ses activités de policier », puis une dizaine de romans et quelques documents. En parallèle, à partir de 1989, il est également scénariste pour des séries télévisées policières. À ce titre, il signe cinq épisodes de Commissaire Moulin, écrits en collaboration avec Yves Rénier, et un épisode de Navarro.
Dans les années 1990, il s'offre un voilier et navigue pendant quatre ans, renouant ainsi avec son tout premier métier, radio de bord dans la marine marchande. Après avoir posé sac à terre, il revient à l'écriture.

## Autres activités
Il tient depuis novembre 2006 le blog « POLICEtcetera »  (ISSN 2648-2975) sur le site du journal Le Monde.

## Œuvre

### Romans
- Un solo meurtrier, Édition no 1, Paris, 1986, 279 p.,  (ISBN 2-86391-181-3), (BNF 34871592)
- Amour Solo, éditions Fixot, Paris, 1987, 235 p.,  (ISBN 2-87645-003-8), (BNF 34966640)
- Flicxation, éditions Fleuve noir, coll. « DPJ 6 » no 1, Paris, 1988, 184 p.,  (ISBN 2-265-03813-X), (BNF 34950404)
- Un homme mystérieux, éditions Fleuve noir, coll. « DPJ 6 » no 2, Paris, 1988, 187 p.,  (ISBN 2-265-03814-8), (BNF 34950403)
- Un été de chien, éditions Fleuve noir, coll. « DPJ 6 » no 3, Paris, 1988, 188 p.,  (ISBN 2-265-03881-4), (BNF 34958696)
- Black money, éditions Fleuve noir, coll. « DPJ 6 » no 4, Paris, 1988, 188 p.,  (ISBN 2-265-04012-6), (BNF 34992218)
- Boule de neige, éditions Fleuve noir, coll. « DPJ 6 » no 5, Paris, 1989, 188 p.,  (ISBN 2-265-04073-8), (BNF 35061300)
- Le Cercueil de verre, éditions Fleuve noir, coll. « DPJ 6 » no 6, Paris, 1989, 187 p.,  (ISBN 2-265-04150-5), (BNF 35038292)
- La Dernière Victime, éditions Fleuve noir, Paris, 1990, 308 p.,  (ISBN 2-265-04272-2), (BNF 35090040)
- Le Flic qui n'avait pas lu Proust, éditions Fleuve noir, Paris, 1996, 327 p.,  (ISBN 2-265-05717-7), (BNF 35800765)
- La Bande à Nico, édition Malomo, 2024, 244 p., (ISBN 978-2958752033)

### Mémoires
- Un flic de l'intérieur, Édition no 1, Paris, 1985, 305 p.,  (ISBN 2-86391-151-1), (BNF 36618525) ; réédition en 2010, éditions AO - André Odemard, 324 p.,  (ISBN 978-2-913897-20-5), (BNF 42272492),

### Autres publications
- Écoutes et espionnage (avec la collaboration de Nicole Hibert), Édition no 1, Paris, 1990, 209 p. + 16 p. de planches illustrées,  (ISBN 2-86391-347-6), (BNF 35078309)
- Crimes de sang-froid : 25 affaires récentes issues des archives de la PJ (avec la collaboration de Guillaume Daubigné), éditions L'Archipel, Paris, 2000, 348 p.,  (ISBN 2-84187-233-5), (BNF 7622326s)
- Dans les coulisses de la lutte antiterroriste. De la rue des Rosiers à l'état d'urgence, First, 2016, 280 p.,  (ISBN 978-2-7540-8188-7)
- Mesrine, l'instant de mort, édition SIGNE, 2022, 288 p., (ISBN 978-2746843264)

## Filmographie

### En tant que scénariste en collaboration avecYves Rénier(scénarios et dialogues)
- 1989 : Paris XVIIIe, épisode 2, saison 3, de la série télévisée française Commissaire Moulin, réalisé par Paul Planchon, (BNF 40969434)
- 1989 : Honneur et Justice, épisode 3, saison 3, de la série télévisée française Commissaire Moulin, réalisé par Paul Planchon, (BNF 41015774)
- 1990 : Les Buveurs d'eau, épisode 5, saison 3, de la série télévisée française Commissaire Moulin, réalisé par Yves Rénier, (BNF 41015700)
- 1990 : Match nul, épisode 6, saison 3, de la série télévisée française Commissaire Moulin, réalisé par Gérard Kikoïne, (BNF 41015774)
- 1990 : Bras d'honneur, épisode 7, saison 3, de la série télévisée française Commissaire Moulin, réalisé par Yves Rénier, (BNF 41015778)
- 2000 : Vengeance aveugle, épisode 5, saison 12, de la série télévisée française Navarro, réalisé par Patrick Jamain

## Sources
: document utilisé comme source pour la rédaction de cet article.
- Claude Mesplède (dir.), Dictionnaire des littératures policières, vol. 2 : J - Z, Nantes, Joseph K, coll. « Temps noir », 2007, 1086 p. (ISBN 978-2-910-68645-1, OCLC 315873361), p. 383.